# Gornje Zdelice
Gornje Zdelice is een plaats in de gemeente Kapela in de Kroatische provincie Bjelovar-Bilogora. De plaats telt 158 inwoners (2001).